# MTV Video Music Awards 1990
Gli MTV Video Music Awards 1990 sono stati la 7ª edizione dell'omonimo premio musicale. La cerimonia di premiazione si è tenuta presso l'Universal Amphitheatre di Los Angeles il 6 settembre 1990. Lo spettacolo fu presentato da Arsenio Hall. 

## Cerimonia

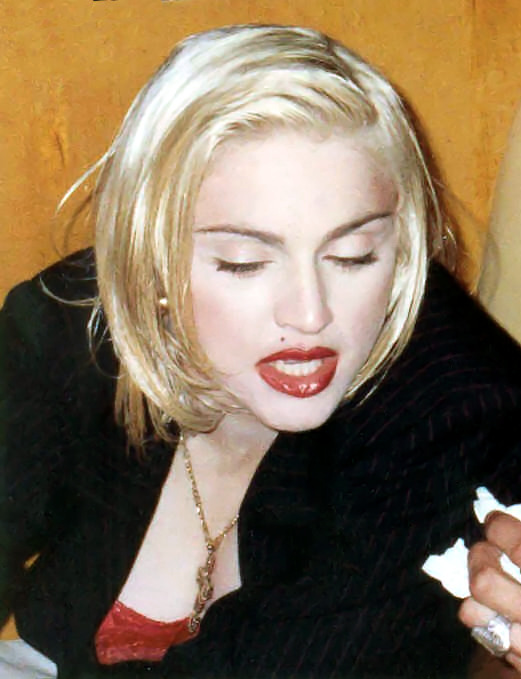
Madonna nel settembre 1990; l'artista fu la più nominata degli MTV VMA 1990 con 9 nomination e 3 premi ricevuti per il video di Vogue.

La serata fu dominata dalle artiste donne; per il secondo anno consecutivo, Madonna è stata una delle artiste dominatrici della serata poiché il suo video di Vogue ha ricevuto nove nomination e si è portato a casa tre premi tecnici, mentre Sinéad O'Connor è stata l'altra artista più premiata, vincendo anche lei tre moonmen per il video della sua Nothing Compares 2 U, compreso quello come Video of the Year (Video dell'anno). Janet Jackson ha invece ricevuto il Video Vanguard Award per i suoi contributi e la sua influenza nella musica e nella cultura popolare e ha anche eseguito una controversa interpretazione di Black Cat vincendo poi il premio per la Migliore coreografia in un video per Rhythm Nation.

### Esibizioni
- Janet Jackson – "Black Cat"
- Mötley Crüe – "Don't Go Away Mad (Just Go Away)"
- MC Hammer – "Let's Get It Started"/"U Can't Touch This"
- INXS – "Suicide Blonde"
- Sinéad O'Connor – "Nothing Compares 2 U"
- New Edition (featuring Bobby Brown) – "Poison"/"Tap Into My Heart"/"Rub You the Right Way"/"Sensitivity"/"If It Isn't Love"/"Mr. Telephone Man"/"Can You Stand the Rain"
- Faith No More – "Epic"
- Phil Collins – "Sussudio"
- 2 Live Crew – "Banned in the U.S.A."
- World Party – "Put the Message in the Box"
- Aerosmith – "Love in an Elevator"
- Madonna – "Vogue"

### Apparizioni
- Don Henley – ha presentato il Best Female Video
- Robert Downey, Jr. – ha presentato il Best Video from a Film
- Pauly Shore – è apparso in un pre-commercial riguardo alle procedure di voto del Viewer's Choice
- Living Colour – ha presentato il Best New Artist in a Video
- Martha Quinn – è apparsa in un pre-commercial annunciando al pubblico i prossimi partecipanti
- Rachel Ward e Isiah Thomas – hanno presentato il Best Choreography in a Video
- Downtown Julie Brown – è apparsa in un pre-commercial riguardo alle procedure di voto del Viewer's Choice
- Oliver Stone – ha presentato il Best Direction in a Video
- Daisy Fuentes e Jordan Brady – sono apparsi in un pre-commercial annunciando al pubblico i prossimi partecipanti
- Kim Basinger – ha presentato il Best Dance Video
- Nia Peeples – è apparsa in un pre-commercial annunciando al pubblico i prossimi partecipanti
- Billy Idol – ha presentato il Best Group Video
- Ken Ober – è apparso in un pre-commercial riguardo alle procedure di voto del Viewer's Choice
- Sherilyn Fenn e Michael Ontkean – hanno presentato il Breakthrough Video e il Best Post-Modern Video
- Fab Five Freddy – ha brevemente intervistato MC Hammer in a pre-commercial in un pre-commercial annunciando al pubblico i prossimi partecipanti
- Eric Bogosian – ha brevemente parlato della censura negli USA e ha introdotto i 2 Live Crew
- Christina Applegate e David Faustino – hanno presentato il Best Metal/Hard Rock Video
- Riki Rachtman – è apparso in un pre-commercial annunciando al pubblico i prossimi partecipanti
- Curt Smith (dei Tears for Fears)e Wilson Phillips – hanno presentato il Viewer's Choice Award
- VJs Richard Wilkins (Australia), Astrid Fontenelle (Brasil), Maiken Wexø (Europe), Daisy Fuentes (Internacional) e Dionne Mitsuoka (Japan) – hanno presentato i rispettivi vincitori per ogni nazione del Viewer's Choice
- Susan Dey e David Cassidy – hanno presentato il Viewer's Choice
- Ray Cokes – ha introdotto i vincitori del Brazilian Viewer's Choice i Titãs
- Flavor Flav e Queen Latifah – hanno presentato il Best Rap Video
- Magic Johnson – ha presentato il Video Vanguard Award
- Ed Lover e Doctor Dre – sono apparsi in un pre-commercial annunciando al pubblico i prossimi partecipanti
- Paula Abdul – ha presentato il Best Male Video
- Mike Patton – è stato brevemente intervistato da Downtown Julie Brown prima della pubblicità
- Cher – ha presentato il Video of the Year

### Post-show
- Kurt Loder – presentatore

## Vincitori e candidati
I vincitori sono indicati in grassetto.

### Video dell'anno
- Sinéad O'Connor — Nothing Compares 2 U
- Aerosmith — Janie's Got a Gun
- Don Henley — The End of the Innocence
- Madonna — Vogue

### Miglior video di un artista maschile
- Don Henley — The End of the Innocence
- Billy Idol — Cradle of Love
- MC Hammer — U Can't Touch This
- Michael Penn — No Myth

### Miglior video di un'artista femminile
- Sinéad O'Connor — Nothing Compares 2 U
- Paula Abdul — Opposites Attract
- Madonna — Vogue
- Alannah Myles — Black Velvet
- Michelle Shocked — On the Greener Side

### Miglior video di un gruppo
- The B-52s — Love Shack
- Aerosmith — Janie's Got a Gun
- Midnight Oil — Blue Sky Mine
- Red Hot Chili Peppers — Higher Ground
- Tears for Fears — Sowing the Seeds of Love

### Miglior artista esordiente
- Michael Penn — No Myth
- Bell Biv DeVoe — Poison
- The Black Crowes — Jealous Again
- Jane Child — Don't Wanna Fall in Love
- Lenny Kravitz — Let Love Rule
- Alannah Myles — Black Velvet
- Lisa Stansfield — All Around the World

### Miglior video Metal/Hard Rock
- Aerosmith — Janie's Got a Gun
- Faith No More — Epic
- Mötley Crüe — Kickstart My Heart
- Slaughter — Up All Night

### Miglior video rap
- MC Hammer — U Can't Touch This
- Digital Underground — The Humpty Dance
- Biz Markie — Just a Friend
- Young MC — Principal's Office

### Miglior video dance
- MC Hammer — U Can't Touch This
- Paula Abdul — Opposites Attract
- Janet Jackson — Rhythm Nation
- Madonna — Vogue

### Miglior video alternativo
- Sinéad O'Connor — Nothing Compares 2 U
- Depeche Mode — Personal Jesus
- Red Hot Chili Peppers — Higher Ground
- Tears for Fears — Sowing the Seeds of Love

### Miglior video tratto da un film
- Billy Idol — Cradle of Love (da The Adventures of Ford Fairlane)
- Edie Brickell & New Bohemians — A Hard Rain's a-Gonna Fall (da Born on the Fourth of July)
- Prince — Batdance (da Batman)
- ZZ Top — Doubleback (da Back to the Future Part III)

### Miglior video svolta
- Tears for Fears — Sowing the Seeds of Love
- Paula Abdul — Opposites Attract
- Sinéad O'Connor — Nothing Compares 2 U
- Red Hot Chili Peppers — Higher Ground

### Miglior regia
- Madonna — Vogue (David Fincher)
- Paula Abdul — Opposites Attract (Michael Patterson e Candace Reckinger)
- Aerosmith — Janie's Got a Gun (David Fincher)
- Don Henley — The End of the Innocence (David Fincher)

### Migliori coreografia
- Janet Jackson — Rhythm Nation (Janet Jackson e Anthony Thomas)
- Paula Abdul — Opposites Attract (Paula Abdul)
- Madonna — Vogue (Luis Camacho e Jose Gutierrez)
- MC Hammer — U Can't Touch This (MC Hammer e Ho Frat Hooo!)

### Migliori effetti speciali
- Tears for Fears — Sowing the Seeds of Love (Jim Blashfield)
- Paula Abdul — Opposites Attract (Michael Patterson)
- Billy Idol — Cradle of Love (Peter Moyer)
- Billy Joel — We Didn't Start the Fire (Chris Blum)

### Miglior scenografia
- The B-52s — Love Shack (Martin Lasowitz)
- Aerosmith — Janie's Got a Gun (Alex McDowell)
- Billy Joel — We Didn't Start the Fire (Sterling Storm)
- Madonna — Vogue (Lauryn LeClere)

### Miglior montaggio
- Madonna — Vogue (Jim Haygood)
- Aerosmith — Janie's Got a Gun (Jim Haygood)
- Don Henley — The End of the Innocence (Jim Haygood)
- MC Hammer — U Can't Touch This (Jonathan Siegel)

### Miglior fotografia
- Madonna — Vogue (Pascal Lebègue)
- Aerosmith — Janie's Got a Gun (Dariusz Wolski)
- Don Henley — The End of the Innocence (David Bridges)
- Billy Joel — We Didn't Start the Fire (Sven Kirsten)

### Miglior video scelto dal pubblico
- Aerosmith — Janie's Got a Gun
- Don Henley — The End of the Innocence
- Madonna — Vogue
- Sinéad O'Connor — Nothing Compares 2 U

### MTV Video Music Award alla carriera
- Janet Jackson

## International Viewer's Choice Awards

### MTV Australia
- Midnight Oil — Blue Sky Mine

- Boom Crash Opera — Onion Skin
- Max Q — Sometimes
- Kylie Minogue — Better the Devil You Know

### MTV Brasil
- Titãs — Flores

- Djavan — Oceano
- Engenheiros do Hawaii — Alívio Imediato
- Os Paralamas do Sucesso — Perplexo
- Caetano Veloso — Estrangeiro

### MTV Europe
- The Creeps — Ooh I Like It

- Laid Back — Bakerman
- Gary Moore — Still Got the Blues (For You)
- Sinéad O'Connor — Nothing Compares 2 U

### MTV Internacional
- Gloria Estefan — Oye Mi Canto (Hear My Voice)

- Franco De Vita — Louis
- Los Prisioneros — Tren al Sur
- Soda Stereo — En la Ciudad de la Furia

### MTV Japan
- Kome Kome Club — Funk Fujiyama

- Yasuyuki Okamura — Vegetable
- Jun Togawa — Virgin Blues
- Mami Yamase — Go!